# جيف كوهن
جيف كوهن (بالإنجليزية: Jeff Cohen)‏ (و. 1974 – م) هو ممثل، ومحامي، من الولايات المتحدة الأمريكية، ولد في لوس أنجلوس.

## التعليم
تعلم في كلية هاس لإدارة الأعمال ‏.

## وصلات خارجية
- جيف كوهن على موقع IMDb (الإنجليزية)
- جيف كوهن على موقع ألو سيني (الفرنسية)
- جيف كوهن على موقع قاعدة بيانات الأفلام السويدية (السويدية)
- جيف كوهن على موقع قاعدة بيانات الفيلم (الإنجليزية)
- جيف كوهن على موقع كينوبويسك (الروسية)